# 武田羅梨沙多胡
武田羅梨沙多胡（葡萄牙語：Larissa Takeda Tago，9月30日—）是日本的女性聲優，愛知縣出身。I'm Enterprise所屬。

## 人物
父親是日本裔巴西人的第三代，而巴西有著用「個人名字＋母親的姓＋父親的姓」命名的習俗。母親的姓為武田、父親的姓為多胡、名字是羅梨沙。在日本進行演藝活動時則把母親的姓挪到前面。
日本播音演技研究所出身。於電視動畫《我的女友是個過度認真的處女bitch》飾演的有山雫則是初次擔任主要角色的作品。

## 演出作品
※粗體字為主要角色。

### 電視動畫
2017年
- 偶像學園STARS！（女孩子、史黛拉）
- 偶像大師 灰姑娘女孩劇場（喜多見柚）
- 奇諾之旅 -the Beautiful World- the Animated Series（小孩B）
- LoveLive! Sunshine!! 第2期（女學生）
- 我的女友是個過度認真的處女bitch（有山雫[4]）

2018年
- BASILISK～櫻花忍法帖～（小孩、男孩子）
- 齊木楠雄的災難 第2期（女學生A）
- 黃金神威（孩子們）
- Butlers～千年百年物語～（女性）
- 輕羽飛揚（白石鈴）
- 千緒的通學路（牧山的女友）
- Happy Sugar Life（打工女子、宮崎堇）
- 只要別西卜大小姐喜歡就好（貓、財務部職員）

2019年
- 百慕達三角～多彩田園曲～（索娜塔[5]）
- 喜歡本大爺的竟然就妳一個？（紅人群D子）

2020年
- 魔法紀錄 魔法少女小圓外傳（同學）
- 半妖的夜叉姬（翡翠）
- 全員惡玉（處刑課、民眾）
- 無能力者娜娜（學生）

2021年
- 轉生成蜘蛛又怎樣！（安娜、手鞠川咲）

2022年
- 戀上換裝娃娃（菅谷乃羽）
- 闇影詩章F（風祭蓮[6]、阿米洛斯）

2023年
- 蠟筆小新（店員）
- 殭屍100～在成為殭屍前要做的100件事～（櫻）

2024年
- 寶可夢 地平線（悠諾）
- 亦葉亦花（杏那·阿維羅[7]）

2025年
- 龍族拼圖（索亞拉）
- 戀上換裝娃娃 Season 2（菅谷乃羽[8]）

### OVA
2018年
- 我的女友是個過度認真的處女bitch（有山雫）

### 遊戲
2017年
- 偶像大師 灰姑娘女孩（喜多見柚[9]）
- 城姬Quest 極（長濱城）
- 變強了再NEW GAME
- 偶像大師 灰姑娘女孩 星光舞台（喜多見柚）

2018年
- 永恆冒險（蕾特雅恩）

2019年
- 怪物彈珠（2019年 - 2022年 暴君諸羅扎麗娜[10]、薩麥菈[11]、喬治[12]）

2022年
- Crash Fever（五路財神）

### 廣播劇
2017年
- 為了女兒，我說不定連魔王都能幹掉。 （克蘿伊·施耐德）

## 外部連結
- 事務所官方簡歷（日語）